# Алтроза
Алтрозата е алдохексоза. D-Алтрозата е монозахарид, който се среща в природата. Разтворим е във вода и практически неразтворим в метанол. L-алтроза е изолирана от филтрати на бактерията Butyrivibrio fibrisolvens.
Алтрозата е C-3 епимер на манозата.